# Многоцветье
Многоцветье (яп. カラフル карафуру, от англ. Colorful) — японский полнометражный анимационный фильм 2010 года режиссёра Кэйити Хары. Основан на книге Это Мори. Музыку к фильму написал Ко Отани, закрывающую музыкальную композицию Aozora (яп. 青空) исполнила певица miwa.

## Сюжет
Душе грешного человека мальчик по имени Пурапура, которого эта душа считает ангелом, сообщает, что этому человеку, ничего не помнящему о своём прошлом, был дан второй шанс на жизнь: его помещают в тело пытавшегося покончить с собой 14-летнего Макото Кобаяси, чтобы понять и осознать как свои, так и его ошибки в течение полугода, по истечении которых он либо получит шанс на полноценное возвращение, либо растворится в небытие, а Макото умрёт окончательно. Пурапура сообщает ему лишь некоторые подробности о семье Макото: отец — клерк-неудачник, мать — домохозяйка, изменяющая мужу со своим учителем фламенко, брат — лучший ученик класса, считающий себя пупом Земли, а у самого Макото нет настоящих друзей. По словам Пурапуры, Макото принял решение покончить с собой 10 октября, в худший день своей жизни, когда узнал, что его мать изменяет отцу, а Хирока Кувабара, девушка, в которую он влюблён, встречается со взрослым человеком: на следующий день тот осуществил свой план, выпив огромную порцию сильнодействующих лекарственных препаратов. Придя в сознание в больнице, он уже 20 октября выписывается и вместе с семьёй возвращается домой. Через несколько дней после этого он начинает ходить в школу, где понимает, что одноклассники недолюбливают Макото. Единственным утешением для себя он находит любимое занятие Макото — рисование в школьном кружке; там он лучше знакомится с Сёко Сано («странной» по его мнению девушкой, которая раздражает его своим поведением) и Хирокой, не состоящей в кружке, но посещающей его с целью посмотреть на работы сверстников. По уровню оценок он находится на 32 месте в классе из 32 учеников.
Классный руководитель и родители несколько раз пытаются заговорить с ним о выборе старшей школы, но он соглашается пойти даже в самую худшую частную. Прогуливаясь, он однажды сам видит Хироку в компании со взрослым мужчиной; после этого ему удаётся поговорить с девушкой, и та рассказывает ему, что встречается со «спонсорами» ради денег, которые ей нужны для приобретения одежды, сумок, украшений. Дома, уставший от излишнего опекания матери, он несколько раз на неё срывается и заявляет, что больше не может с ней обедать за одним столом. После одного из таких срывов он выходит поздно ночью на улицу, где его избивают и крадут у него дорогие кроссовки. Его обнаруживает Мицуру. Дома его навещает Сёко, но он срывается и на ней, из-за чего девушка убегает от него в слезах. Отец Макото, желая поднять тому настроение, отправляется с сыном на рыбалку. Он начинает проводить со своим одноклассником Саотомэ всё свободное время, называя его своим первым другом и желая поступить в одну школу с ним: ради этого он даже отказывается от предложения семьи поступить в художественную школу. В последний день отведённого испытанию срока он просит прощения перед Сёко за случай у него дома и просит Саотомэ дружить с ним во что бы то ни стало. Встретившись с Пурапурой он сообщает, что понял, что он и есть душа Макото Кобаяси. Пурапура подтверждает это и говорит, что мальчик прошёл испытание, но поскольку Макото не должен знать о возможности получения нового шанса на жизнь, стирает ему память о произошедшем.

## Персонажи
| Персонажи       | Сэйю              |
| --------------- | ----------------- |
| Макото Кобаяси  | Кадзато Томидзава |
| Мама Макото     | Кумико Асо        |
| Отец Макото     | Кацуми Такахаси   |
| Мицуру          | Акиёси Накао      |
| Пурапура        | Майкл Мураками    |
| Саотомэ         | Дзинги Ириэ       |
| Хирока Кувабара | Акина Минами      |
| Сёко Сано       | Аои Миядзаки      |
| Мистер Савада   | Кейдзи Фудзивара  |
| Доктор          | Хидэюки Танака    |

## Награды
Фильм получил награду «За достижения в анимации» на 34-й церемонии вручения призов Японской киноакадемии и был одним из номинантов на звание лучшего анимационного фильма года. Фильм получил награду Animation Film Award на 65-й церемонии вручения премии «Майнити», а также был отмечен специальным призом и призом зрительских симпатий на международном фестивале анимационных фильмов в Анси 2011 года. На десятом фестивале Tokyo International Anime Fair, прошедшем в 2011 году, фильм удостоился награды за лучший сценарий (его написала Михо Маруо).